# Wielersport op de Olympische Zomerspelen 1908

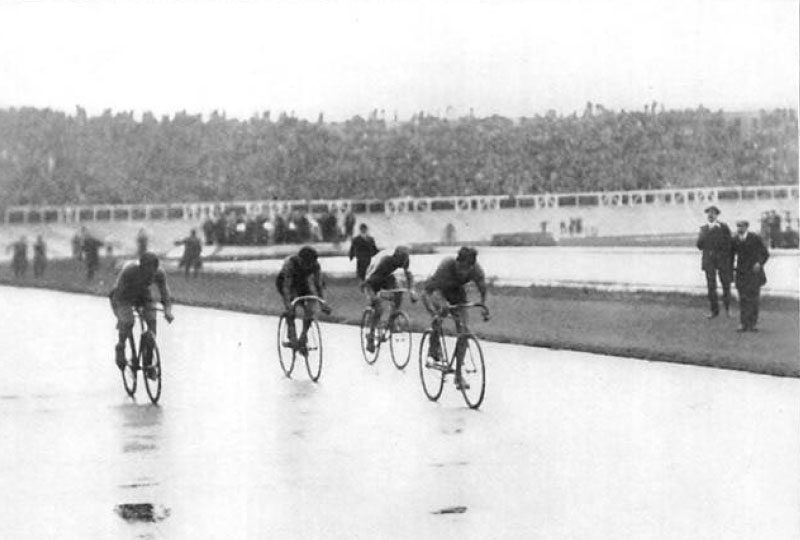
Momentopname uit de 100 km op de Olympische Zomerspelen 1908

De wielersport is een van de sporten die beoefend werden tijdens de Olympische Zomerspelen 1908 in Londen.

## Heren

### baan

#### 660 yards (603.5 m)
| rang   | sporter(s)     | land | tijd |
| ------ | -------------- | ---- | ---- |
| Goud   | Victor Johnson | GBR  | 51.2 |
| Zilver | Émile Demangel | FRA  |      |
| Brons  | Karl Neumer    | GER  |      |
| 4      | Daniel Flynn   | GBR  |      |

#### 1000 m
| rang               | sporter(s)       | land              | tijd              |
| ------------------ | ---------------- | ----------------- | ----------------- |
|                    | Maurice Schilles | FRA               | buiten tijdlimiet |
| Victor Johnson     | GBR              | buiten tijdlimiet |                   |
| Benjamin Jones     | GBR              | DNF               |                   |
| Clarence Kingsbury | GBR              | DNF               |                   |

Voor dit onderdeel was er een tijdlimiet van 1 minuut 45 seconden. Deze tijdlimiet werd in de finale overschreden, er werden geen medailles uitgereikt.

#### 5000 m
| rang   | sporter(s)                   | land | tijd   |
| ------ | ---------------------------- | ---- | ------ |
| Goud   | Benjamin Jones               | GBR  | 8:36.2 |
| Zilver | Maurice Schilles             | FRA  |        |
| Brons  | André Auffray                | FRA  |        |
| 4      | Émile Marechal               | FRA  |        |
| 5      | Clarence Kingsbury           | GBR  |        |
| 6      | Johannes Jacobus van Spengen | NED  |        |
| 7      | Gerard Bosch van Drakestein  | NED  |        |

#### 20 km
| rang   | sporter(s)         | land | tijd    |
| ------ | ------------------ | ---- | ------- |
| Goud   | Clarence Kingsbury | GBR  | 34:13.6 |
| Zilver | Benjamin Jones     | GBR  |         |
| Brons  | Joseph Werbroeck   | BEL  |         |
| 4      | Louis Weintz       | USA  |         |

#### 100 km
| rang   | sporter(s)       | land | tijd      |
| ------ | ---------------- | ---- | --------- |
| Goud   | Charles Bartlett | GBR  | 2:41:48.6 |
| Zilver | Charles Denny    | GBR  |           |
| Brons  | Octave Lapize    | FRA  |           |
| 4      | William Pett     | GBR  |           |
| 5      | Pierre Texier    | FRA  |           |
| 6      | Walter Andrews   | CAN  |           |
| 7      | D. C. Robertson  | GBR  |           |
| 8      | Sydney Bailey    | GBR  |           |

#### tandem, 2000 m
| rang   | sporter(s)                         | land | tijd   |
| ------ | ---------------------------------- | ---- | ------ |
| Goud   | Maurice Schilles André Auffray     | FRA  | 3:07.6 |
| Zilver | Frederick Hamlin Thomas H. Johnson | GBR  |        |
| Brons  | Colin Brooks Walter Isaacs         | GBR  |        |

#### ploegachtervolging, 1980 yards (1810 m)
| rang   | sporter(s)                                                                           | land | tijd   |
| ------ | ------------------------------------------------------------------------------------ | ---- | ------ |
| Goud   | Benjamin Jones Clarence Kingsbury Leon Meredith Ernest Payne                         | GBR  | 2:18.6 |
| Zilver | Max Götze Richard Katzer Hermann Martens Karl Neumer                                 | GER  | 2:28.6 |
| Brons  | William Anderson Walter Andrews Frederick McCarthy William Morton                    | CAN  | 2:29.2 |
| 4      | Gerard Bosch van Drakestein Anton Gerrits Dorus Nijland Johannes Jacobus van Spengen | NED  | 2:44.0 |

## Medaillespiegel
| rang   | land             | goud | zilver | brons | totaal |
| ------ | ---------------- | ---- | ------ | ----- | ------ |
| 1      | Groot-Brittannië | 5    | 3      | 1     | 9      |
| 2      | Frankrijk        | 1    | 2      | 2     | 5      |
| 3      | Duitsland        | 0    | 1      | 1     | 2      |
| 4      | België           | 0    | 0      | 1     | 1      |
| 5      | Canada           | 0    | 0      | 1     | 1      |
| totaal | totaal           | 6    | 6      | 6     | 18     |